# Гурджаані (вино)

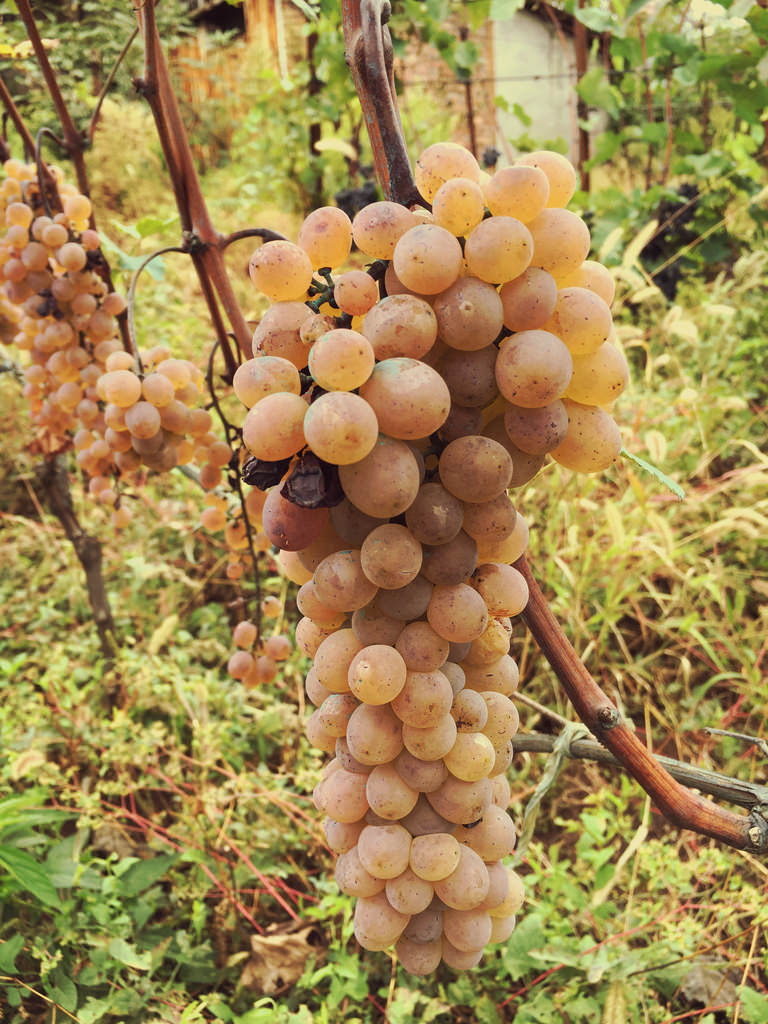
Виноград Ркацителі з району Ґурджаані

Гурджаані — біле сухе вино. Виготовляється з винограду Ркацителі. Може мати до 15 % кахетинського зеленого винограду Мцване.
Вино Гурджаані характеризується світло-солом'яним кольором, гармонійним смаком, сортовим ароматом та вишуканим букетом.
Об'ємний вміст алкоголю у вині Гурджаані повинен становити 10,5-12,5 %, масова концентрація цукру — не більше 3 г/дм³, титрувана кислотність — 5,5-7,5 г/дм³, летюча кислотність — не більше 1,0 г/дм³, маса конденсованого екстракту, концентрація — не менше 16 г/дм³, загальна масова концентрація сірчаної кислоти — не більше 210 мг/дм³, концентрація вільної сірчаної кислоти — не більше 30 мг/дм³.
Площа сировинної бази в мікрозоні Гурджаані становить 1151,5 га.
Зона виноградарства Гурджаані розташована біля річки Алазані. Висоти крайніх точок мікрозони коливаються в межах 250—1000 м над рівнем моря. Зона включає такі села Кахетії: Бакурціхе, Колаж, Вейжин, Дзіркок, Чандарі, Ґурджаані, Котехі, а також Шашиані, Калаурі і Вачнадзіані у верхній частині долини Алазані.